# 釔鋁石榴石
釔鋁石榴石（英語：yttrium aluminium garnet），簡稱YAG，分子式Y3Al5O12，為人工合成的透明石榴石。是钇铝复合材料的三相之一（其他两相为钇铝单斜晶体（YAM，Y4Al2O9）和钇铝钙钛矿（YAP，YAlO3））。相較於其他人工合成寶石，顏色較灰暗，但硬度較高，可用來切割。
纯的钇铝石榴石不能用于激光媒质。但如果掺杂适当的稀土元素离子，YAG可以被用作各种固体激光器的主要材料，如钕离子和铒离子（掺钕钇铝石榴石雷射、掺铒钇铝石榴石雷射）等，廣泛用於醫療、牙科、軍事、加工和科學研究等領域。若掺杂铈，形成的铈杂YAG可用於阴极射线管和LED的磷光体、闪烁体探测器等。掺杂釤和鋱的YAG粉末則可用作照明設備和顯示器的磷光體。

## 各种含杂钇铝石榴石的简介

### Nd:YAG

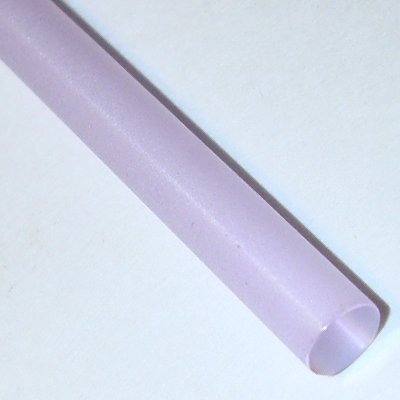
直径为0.5cm的Nd:YAG激光棒

掺钕钇铝石榴石雷射（Nd:YAG）相关技术于20世纪60年代逐步臻于成熟，1964年，首个Nd:YAG激光器出现。如今，Nd:YAG是应用最广泛的激光器用激活激光媒质，从低功率连续激光器到Q开关（巨脉冲发生器），无所不包。相较于掺钕原钒酸盐钇（Nd:YVO4）晶体，Nd:YAG晶体有高热导率、荧光时长长（约为Nd:YVO4的两倍）等优点，但效率和稳定性比较差，需要精确的温度控制。最优良的激光用Nd:YAG吸收带为807.5nm±1nm。
大多数Nd:YAG激光器产生波长为1064nm左右的红外光。该频段的波长为视力损害极大，但这种光并不会触发角膜反射，且不可见，因此比较危险。Nd:YAG可以与二次或三次谐波发生晶体（参见二次谐波）搭配使用，分别可以生成波长为532nm的绿色光和波长为355nm的紫外光。
通常掺杂的钕的浓度为0.5-1.4摩尔百分比，一般浓度高的用于产生脉冲光，浓度低的用于产生连续激光。Nd:YAG略带桃紫色，掺杂的钕含量越高，颜色越明显。但由于Nd:YAG的吸收光谱比较狭窄，照明光源的颜色会影响Nd:YAG的具体呈色。

### Nd:Cr:YAG
掺钕和铬的钇铝石榴石（Nd:Cr:YAG或Nd/Cr:YAG）的光谱吸收特征比Nd:YAG更加优异。这是由于能量首先被吸收光谱更广泛的Cr3+吸收，再通过偶记相互作用传递给Nd3+。Nd:Cr:YAG可以制造太阳光泵浦激光器，很有可能会被用于将来的太空太阳能系统上。

### Er:YAG
掺鉺的钇铝石榴石（Er:YAG）是发出2940nm波长光的良好激光媒质。

### Dy:YAG
摻鏑釔鋁柘榴石（Dy:YAG）是對溫度相當敏感的磷光體，被用於溫度量測方面的用途。這種磷光體遭到雷射脈衝激發時，會隨不同溫度發出不同螢光。摻鏑釔鋁柘榴石的溫度感測範圍大概是300-1700K。這種磷光體可以直接量測物體表面的溫度或接在光纖末端進行量測。除此之外，摻鏑釔鋁柘榴石還被研究用來當作磷光轉換白光發光二極體（pc-WLED）中的單相白光發光磷光體。

### Sm:YAG
摻釤釔鋁柘榴石（Sm:YAG）是對溫度相當敏感的磷光體，性質與用途類似摻鏑釔鋁柘榴石（Dy:YAG）。

### Tb:YAG
摻鋱釔鋁柘榴石（Tb:YAG）是一種磷光體，常用於陰極射線管中。它會發出波長544nm的黃綠色光。